# Lý Thái Tổ
Lý Thái Tổ (chữ Hán: 李太祖, 8 tháng 3 năm 974 – 31 tháng 3 năm 1028) là hoàng đế sáng lập ra nhà Lý (hay còn gọi là Hậu Lý để phân biệt với nhà Tiền Lý do Lý Nam Đế sáng lập) trong lịch sử Việt Nam, trị vì từ năm 1009 đến khi qua đời vào năm 1028.
Thời gian trị vì của ông chủ yếu để đàn áp các cuộc nổi dậy, vì lòng dân chưa phục được nhà Lý. Khi lòng dân đã yên, triều đình trung ương được củng cố, ông dời đô từ Hoa Lư về Đại La vào năm 1010, đổi tên thành Thăng Long, mở đầu cho sự phát triển lâu dài của nhà Lý tồn tại 216 năm. Đến cuối năm 1225, đầu năm 1226, Lý Chiêu Hoàng buộc nhường ngôi cho chồng Trần Cảnh (1218-1277).

## Thân thế
Lý Thái Tổ tên thật là Lý Công Uẩn, sinh năm Giáp Tuất (974), người châu Cổ Pháp (thuộc Từ Sơn, Bắc Ninh), mẹ là Phạm Thị Ngà, nhưng không rõ danh tính của cha, chỉ biết ông được truy tôn tước Hiển Khánh vương sau khi Lý Công Uẩn lên ngôi. Đại Việt sử lược chép ông có một anh trai (sau phong Vũ Uy vương) và một em trai (sau phong Dực Thánh vương). Đại Việt sử ký toàn thư chép ông còn có một người chú được phong Vũ Đạo vương.
Lên 3 tuổi, Lí Công Uẩn được sư Lý Khánh Văn ở chùa Cổ Pháp (Ứng Tâm tự, chùa Dặn) nhận nuôi, từ nhỏ đã thông minh, tuấn tú khác thường. Năm 6, 7 tuổi, Công Uẩn được gửi sang nhà sư ở chùa Lục Tổ là Vạn Hạnh, thấy Công Uẩn, sư Lý Vạn Hạnh liền khen: "Đứa bé này không phải người thường, lớn lên ắt có thể giải nguy gỡ rối, làm bậc minh chủ trong thiên hạ."

## Tướng nhà Tiền Lê
Lớn lên, Lý Công Uẩn gia nhập quân đội. Năm 1005, Lê Đại Hành băng hà, các hoàng tử tranh đoạt ngôi vị. Năm 1006, Lê Long Việt giành được ngôi vua, tức Lê Trung Tông, nhưng chỉ 3 ngày thì bị Lê Long Đĩnh giết để giành ngôi. Các quan sợ hãi bỏ chạy, chỉ có Công Uẩn ôm xác vua mà khóc. Lê Long Đĩnh không trị tội mà còn khen ông là người trung nghĩa, tiếp tục trọng dụng, cho làm Tứ sương quân Phó Chỉ huy sứ, rồi sau thăng đến chức Tả thân vệ Điện tiền Chỉ huy sứ.
Theo Ngọc phả các vua triều Lê ở Hà Nam và tư liệu tại các di tích ở Cố đô Hoa Lư, Công Uẩn hàng năm theo Thiền sư Vạn Hạnh vào hầu Lê Đại Hành ở thành Hoa Lư. Công Uẩn được vua cho ở lại kinh học tập quân sự, lại gả con gái lớn là công chúa Lê Thị Phất Ngân và đặc phong Công Uẩn làm Điện tiền cận vệ ở thành Hoa Lư, rồi dần thăng lên chức Điện tiền Chỉ huy sứ.

## Lên ngôi hoàng đế
Theo Đại Việt sử ký toàn thư, khi Lê Long Đĩnh còn tại vị, ở hương Diên Uẩn (châu Cổ Pháp) có cây gạo bị sét đánh, có chữ trên ấy. Sư Vạn Hạnh mới bảo Lý Công Uẩn rằng: "Mới rồi tôi thấy chữ bùa sấm kỳ lạ, biết họ Lý cường thịnh, tất dấy lên cơ nghiệp. Nay xem trong thiên hạ người họ Lý rất nhiều, nhưng không ai bằng Thân vệ là người nhân từ được lòng dân, lại nắm binh quyền trong tay, đứng đầu muôn dân chẳng phải Thân vệ thì còn ai đương nổi nữa. Tôi đã hơn 70 tuổi, mong được thư thả hãy chết, để xem đức hóa của ông như thế nào, thực là cái may nghìn năm có một." Công Uẩn sợ câu nói ấy bị lộ, bảo người anh đem Vạn Hạnh giấu ở Tiêu Sơn.
Cũng theo Toàn thư, có lần Lê Long Đĩnh ăn quả lê lại thấy hột lý, mới tin lời sấm ngữ, ngầm truy sát người họ Lý, nhưng Công Uẩn vẫn không bị hại. Theo An Nam chí lược, năm 1009, Lê Long Đĩnh mất, Thái tử còn bé, hai người em là Lê Minh Đề và Lê Minh Xưởng tranh cướp ngôi vua, bị Công Uẩn giết chết. Chi hậu Đào Cam Mộc dò biết Công Uẩn muốn nhận ngôi, mới nhân lúc vắng nói khích Công Uẩn về việc tiếm ngôi. nhưng bị mắng. Cam Mộc thong thả bảo Công Uẩn rằng: "Tôi thấy thiên thời nhân sự như thế mới dám phát ngôn. Nay ông lại muốn cáo giác tôi thì tôi không phải là người sợ chết." Công Uẩn nói: "Tôi đâu nỡ cáo giác ông, chỉ sợ lời nói tiết lộ thì chết ráo, nên răn ông đó thôi." Hôm sau Đào Cam Mộc lại thuyết phục Công Uẩn tiếm ngôi, lại bàn với Thái hậu lập Công Uẩn lên làm vua. 

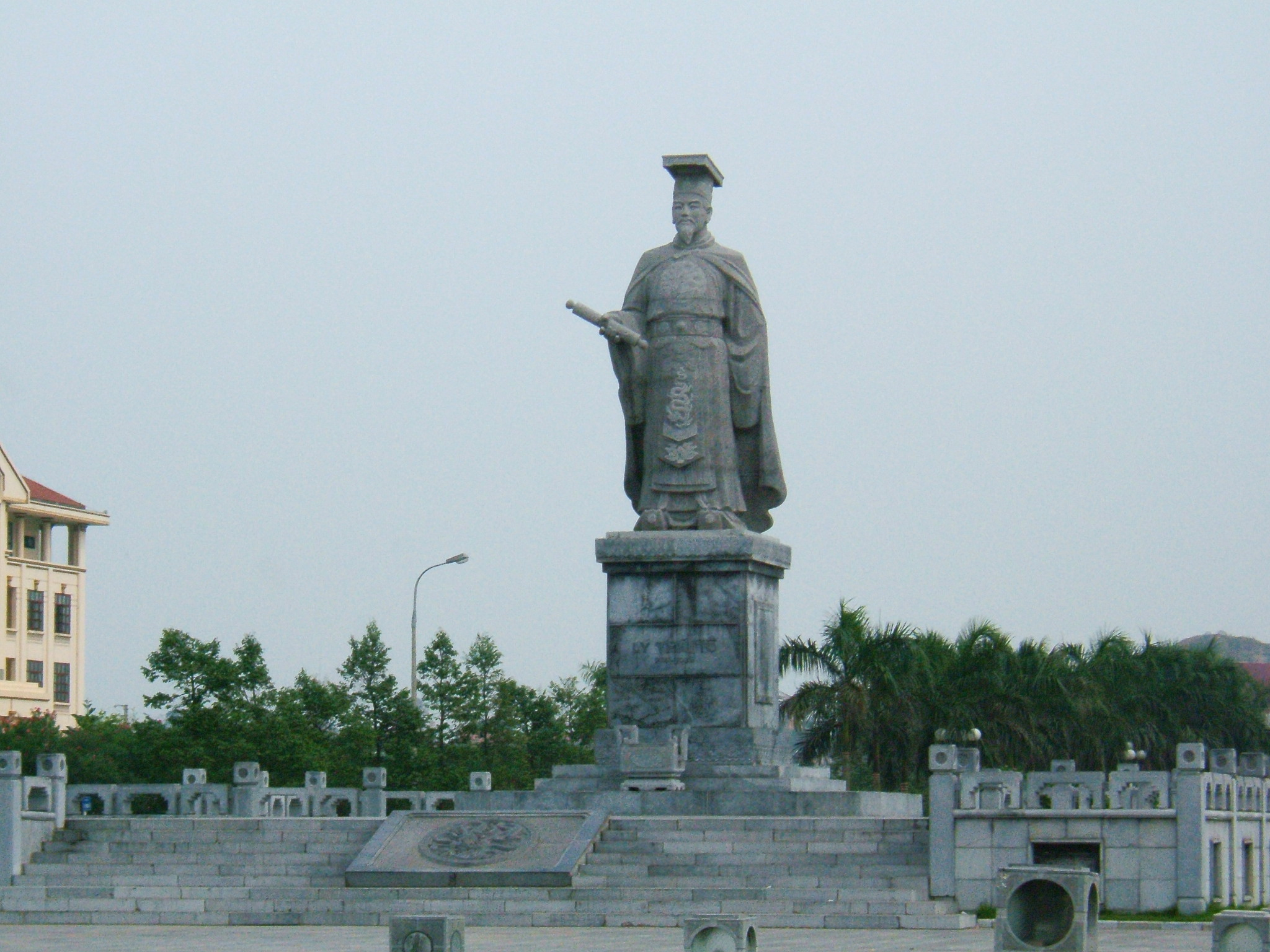
Tượng đài Lý Thái Tổ tại trung tâm thành phố Bắc Ninh.

Trong Đại Việt sử ký tiền biên, sử gia Ngô Thì Sĩ có nêu ra việc dân gian đồn đoán rằng Lý Công Uẩn giết Lê Long Đĩnh để đoạt ngôi:
| “                                       | Có người hỏi Khai Minh vương hung hãn bạo ngược, Lý Thái Tổ địa vị danh vọng ngày một cao, trong ngoài đều là tâm phúc, Lý Thái Tổ rất căm phẫn trước tội ác giết anh cướp ngôi của Khai Minh vương, nhân lúc Khai Minh vương bệnh tật, sai người vào đầu độc giết đi rồi giấu kín việc đó, nên sử không được chép. Nếu quả như vậy, cũng là đạo trời hay báo, cho nên chép phụ vào đây để làm răn. | ” |
| — Đại Việt sử ký tiền biên - Ngô Thì Sĩ | |   |

Lý Công Uẩn lên ngôi hoàng đế ngày 21/11/1009, đặt niên hiệu Thuận Thiên, nghĩa là "theo ý trời". Ông truy phong cha là Hiển Khánh vương, mẹ là Minh Đức Thái hậu, chú là Vũ Đạo vương, anh ruột là Vũ Uy vương, em ruột là Dực Thánh vương. Ông lập 9 hoàng hậu, con trưởng Lý Phật Mã được lập làm Thái tử. Các con trai khác cũng được phong vương. Đào Cam Mộc được phong Nghĩa Tín hầu và cưới công chúa Lý Thiềm Hoa, còn những người khác vẫn giữ chức cũ. Một người con gái khác là Lý Bảo Hòa được gả cho động chủ Giáp Thừa Quý.

## Trị vì

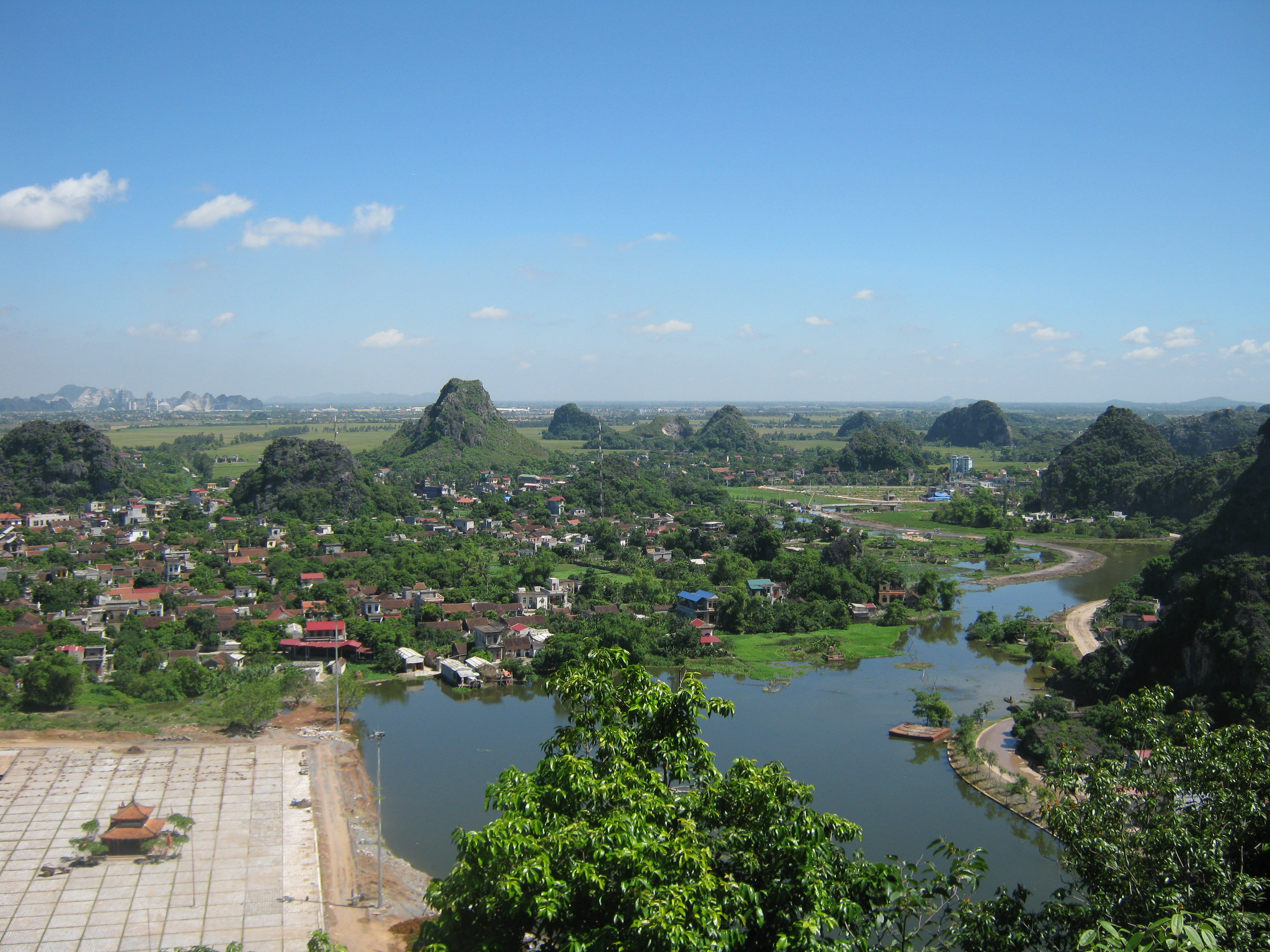
Quần thể di tích Cố đô Hoa Lư

Hoa Lư vốn là kinh đô của 2 triều đại Đinh và Tiền Lê, là một vị trí cố thủ tự nhiên giữa những những mỏm núi đá nằm bên rìa phía Đông Nam đồng bằng sông Hồng, kiểm soát tuyến đường đất từ đồng bằng sông Hồng tới các tỉnh phía Nam, cũng là tiền đồn của những tỉnh phía Nam nhìn ra đồng bằng sông Hồng. Lúc lên ngôi, Lý Thái Tổ cho rằng "Hoa Lư thành hẹp, đất thấp", muốn dời đô về Đại La (nay là Hà Nội). Nhà vua ra chiếu rằng:
| “ | . | ” |
| — Xưa nhà Thương đến đời Bàn Canh 5 lần dời đô, nhà Chu đến đời Thành Vương 3 lần dời đô, há phải các vua thời Tam Đại ấy theo ý riêng tự tiện dời đô. Làm như thế cốt để mưu nghiệp lớn, chọn ở chỗ giữa, làm kế cho con cháu muôn vạn đời, trên kính mệnh trời, dưới theo ý dân, nếu có chỗ tiện thì dời đổi, cho nên vận nước lâu dài, phong tục giàu thịnh. Thế mà 2 nhà Đinh, Lê lại theo ý riêng, coi thường mệnh trời, không noi theo việc cũ Thương Chu, cứ chịu yên đóng đô nơi đây, đến nỗi thế đại không dài, vận số ngắn ngủi, trăm họ tổn hao, muôn vật không hợp. Trẫm rất đau đớn, không thể không dời. Huống chi thành Đại La, kinh đô cũ của Cao Vương, ở vào nơi trung tâm trời đất, được thế rồng cuộn hổ ngồi, chính giữa nam bắc đông tây, tiện nghi núi sông sau trước. Vùng này mặt đất rộng mà bằng phẳng, thế đất cao mà sáng sủa, dân cư không khổ thấp trũng tối tăm, muôn vật hết sức tươi tốt phồn thịnh. Xem khắp nước Việt đó là nơi thắng địa, thực là chỗ tụ hội quan yếu của bốn phương, đúng là nơi thượng đô kinh sư mãi muôn đời. Trẫm muốn nhân địa lợi ấy mà định nơi ở, các khanh nghĩ thế nào?" |   |   |

Sử chép rằng các quan đều nhất trí với nhà vua: "Bệ hạ vì thiên hạ lập kế dài lâu, trên cho nghiệp đế được thịnh vượng lớn lao, dưới cho dân chúng được đông đúc giàu có, điều lợi như thế, ai dám không theo".
Tháng 7 năm Canh Tuất (1010) thì khởi sự dời đô. Khi thuyền mới đến đậu ở dưới thành, thấy có con rồng vàng hiện ra, nhân thế đặt tên là Thăng Long, liền lập nhiều cung điện, cộng 13 sở, xây thành lũy, sửa sang phủ khố; thăng châu Cổ Pháp, Bắc Ninh làm phủ Thiên Đức. Thành Hoa Lư gọi là phủ Tràng An, trong phủ Thiên Đức lập 8 ngôi chùa, đều có lập bia ghi chép công đức.

### Chính trị

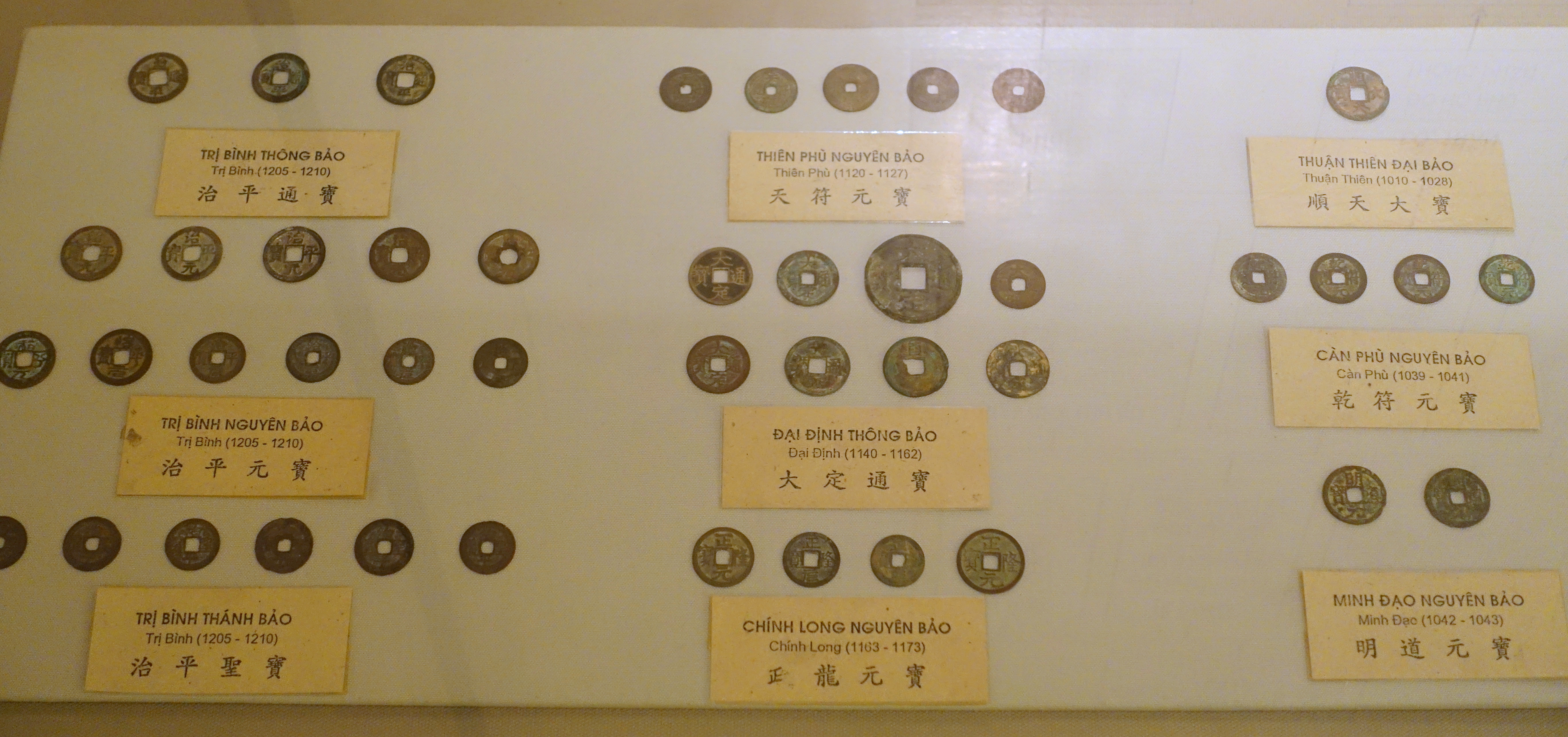
Đồng xu do Lý Thái Tổ phát hành (trên cùng, bên phải)

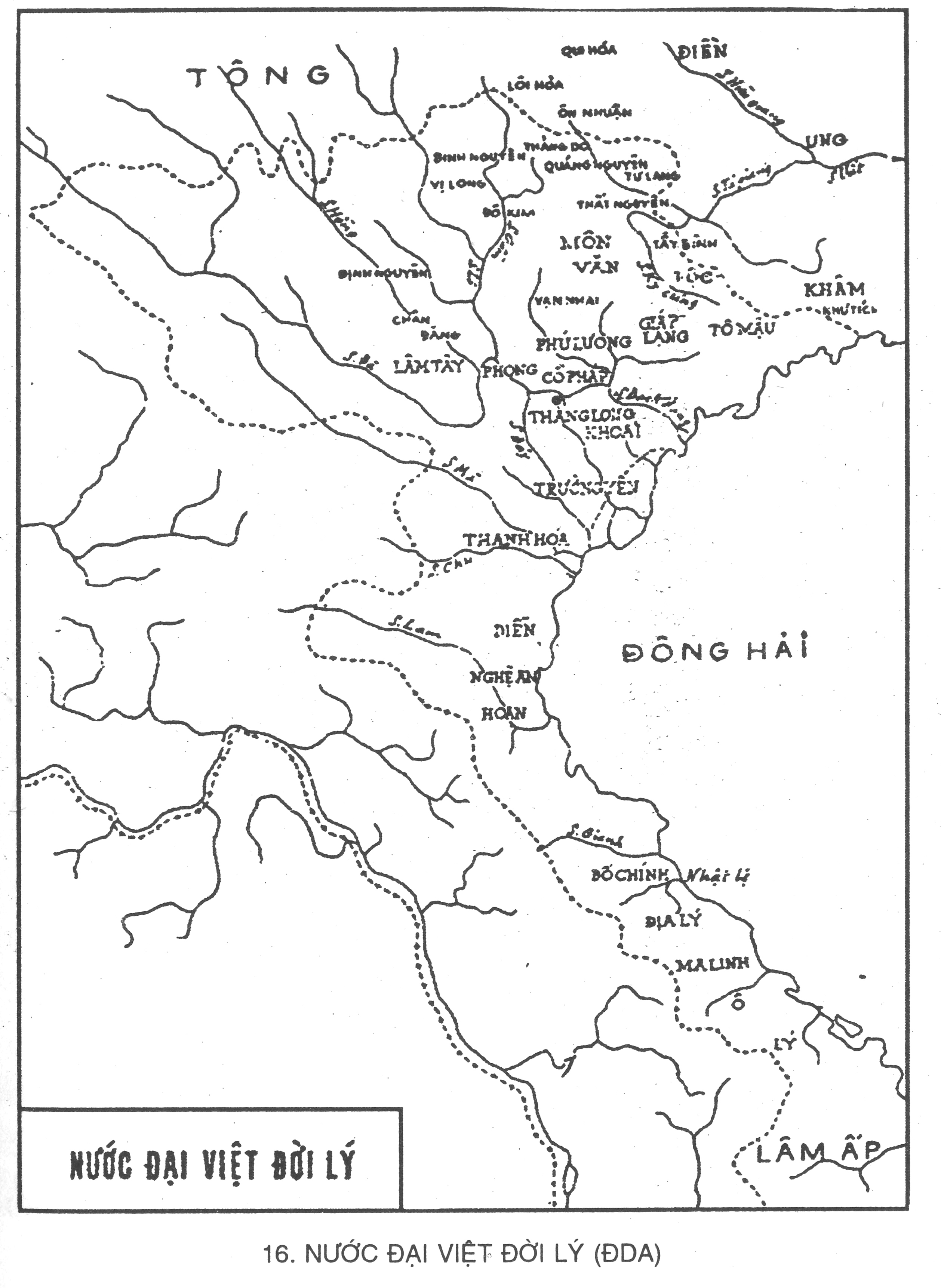
Bản đồ Đại Việt thời nhà Lý. Đường chấm mờ là biên giới nước Việt Nam ngày nay

Thời Lý Thái Tổ, Đại Tống và Đại Cồ Việt giữ quan hệ hòa bình. Thái Tổ khi lên ngôi sai Lương Nhậm Văn và Lê Tái Nghiêm sang nước Tống để kết hảo. Năm 1010, Tống Chân Tông phong Thái Tổ chức Giao Chỉ quận vương kiêm Tĩnh Hải quân Tiết độ sứ, sau lại phong làm Nam Bình vương vào năm 1017. Các nước láng giềng như Chiêm Thành và Chân Lạp cũng thường sang triều cống, việc bang giao thời bấy giờ khá yên trị. Tuy nhiên, năm 1020, Thái Tổ phải sai Lý Phật Mã đánh Chiêm Thành. Đại Việt Sử ký Toàn thư và Đại Việt sử lược chép là quân Việt thắng; song từ năm này đến khi Lý Thái Tông chinh phạt Chiêm Thành lần hai năm 1044, sử sách không ghi lại bất kỳ một lần nào sứ Chiêm sang cống. Năm 1044, Lý Thái Tông có nói với triều thần: "Tiên đế mất đến nay đã 16 năm rồi, mà Chiêm Thành chưa từng sai một sứ giả nào sang cống".
Lý Thái Tổ chia đất nước làm 24 lộ và 2 phần kinh và trại, Hoan Châu và Ái Châu là trại, từ Thanh Hóa trở ra là kinh. Cương mục và Toàn thư chỉ ghi tên 12 lộ: Thiên Trường, Quốc Oai, Hải Đông, Kiến Xương, Hoàng Giang, Long Hưng, Bắc Giang, Trường Yên, Thanh Hóa, Diễn Châu, Khoái, Hồng. Theo Lãnh Nam ngoại đáp, Đại Việt thời Lý chia làm 4 phủ Đô Hộ, Đại Thông, Thanh Hóa, Phú Lương; 13 châu Vĩnh An, Vĩnh Thái, Vạn Xuân, Phong Đạo, Thái Bình, Thanh Hóa, Nghệ An, Già Phong, Trà Lô, Yên Phong, Tô, Mậu, Lạng; 3 trại là Hòa Ninh, Đại Bàn, Tân Yên.
Quan chế nhà Lý kế thừa nhà Tiền Lê, ban văn - võ có 9 phẩm, 3 chức thái sư, thái phó, thái bảo; 3 chức thiếu sư, thiếu phó, thiểu bảo; cùng thái úy, thiếu úy và nội ngoại hành điện đô tri sự, kiểm hiệu bình chương sự. Ngoài quan ngoài triều đình có các tri phủ và phán phủ cai trị một phủ và tri châu cai trị một châu. Ngoài ra có những châu bậc dưới mà người đứng đầu là thủ lĩnh.
Năm 1013, triều đình định ra 6 hạng thuế là: thuế ruộng, đầm, ao; thuế đất trồng dâu và bãi phù sa; thuế sản vật ở núi; thuế mắm muối đi Ải quan; thuế sừng tê, ngà voi và hương trên mạn núi xuống; thuế tre gỗ hoa quả. Lúc mới lên ngôi, nhà vua miễn thuế cho dân trong 3 năm. Theo Ngô Thì Sĩ, nhà Lý cốt chăm nghề nông cho nước giàu, trong 6 thứ thuế chỉ thu 4, 2 hạng khoan thu.

### Quân sự
Tháng 2 năm Tân Hợi (1011), Lý Thái Tổ mang quân đi phạt quân Cử Long ở Ái Châu, bắt người cầm đầu giải về. Tháng 10/1013, ông thân chinh đánh quân Man ở châu Vị Long, lại thắng trận.
Năm 1012, Lý Thái Tổ bình định Diễn Châu, vốn vẫn còn nằm trong tay Lê Long Tung nhà Tiền Lê. Khi đến Vũng Biện thì trời tối đen, gió sấm rất lớn. Thấy vậy, ông đốt hương và khấn trời: "Tôi là người ít đức, lạm ở trên dân, nơm nớp lo sợ như sắp sa xuống vực sâu, không dám cậy binh uy mà đi đánh dẹp càn bậy. Chỉ vì người Diễn Châu không theo giáo hóa, ngu bạo làm càn, tàn ngược chúng dân, tội ác chồng chất, không thể dung tha. Còn trong khi đánh nhau, hoặc giết oan kẻ trung hiếu, hoặc hại lầm kẻ hiền lương, đến nỗi hoàng thiên nổi giận phải tỏ cho biết lỗi lầm, dẫu gặp tổn hại cũng không dám oán trách. Đến như sáu quân thì tội lỗi có thể dung thứ, xin lòng trời soi xét". Sau khi khấn, trời đất quang đãng trở lại.
Năm ấy, người Đại Lý (đời vua Đoàn Tố Liêm) lấn sang quá biên giới Đại Cồ Việt, đến bến Kim Hoa và châu Vị Long để buôn bán. Thái Tổ sai quân bắt được người Đại Lý và hơn 1 vạn con ngựa.
Mùa đông, tháng 10, năm 1013 châu Vị Long phản lại nước Đại Cồ Việt, hùa theo người Đại Lý (đời vua Đoàn Tố Liêm). Vua Lý Thái Tổ mang quân đánh, thủ lĩnh là Hà Án Tuấn sợ, đem đồ đảng trốn vào rừng núi.
Năm Giáp Dần (1014), vua Đạo Lý  là Đoàn Tố Liêm sai hai tướng Dương Trường Huệ, Đoàn Kính Chí đem 20 vạn quân đánh nước Đại Cồ Việt. Quân Đại Lý tiến lên đóng ở bến Kim Hoa, dũng trại Ngũ Hoa. Sau khi châu mục châu Bình Lâm là Hoàng Ân Vinh thông báo, Lý Thái Tổ sai Dực Thánh vương đánh bến Kim Hoa. Quân Đại Cồ Việt đánh tan quân Đại Lý, "chém vạn đầu giặc, bắt được quân sĩ và ngựa nhiều vô số" (nguyên văn trong Đại Việt sử lược). Sau chiến thắng, Lý Thái Tổ hạ lệnh cho viên ngoại lang Phùng Chân, Lý Hạc mang 100 ngựa chiến của Đại Lý biếu tặng vua Tống Chân Tông. Triều đình Tống đối đãi các sứ thần Đại Cồ Việt rất hậu. Cùng năm đó, Thái Tổ đổi phủ Ứng Thiên làm Nam Kinh.
Tháng 12 năm Canh Thân (1020), Lý Thái Tổ sai Khai Thiên vương Lý Phật Mã và Đào Thạc Phụ đem quân đi đánh Chiêm Thành ở trại Bố Chính, thẳng đến núi Long Tỵ (nay thuộc huyện Quảng Trạch, tỉnh Quảng Bình), chém được tướng Chiêm là Bố Linh tại trận, người Chiêm chết đến quá nửa.
Tháng 12 năm Tân Dậu (1021), thổ dân Đại Nguyên Lịch - một sắc dân Mán cư trú giữa trại Như Hồng và trấn Triều Dương (Đại Tống) - sang đánh phá biên ải Đại Cồ Việt-Đại Tống. Lý Thái Tổ ra lệnh cho Dực Thánh vương đánh dẹp Đại Nguyên Lịch, quân đánh đến châu Như Hồng trong đất Tống (đời vua Tống Chân Tông), đốt kho tàng, bắt nhiều dân và gia súc rồi kéo về. Sử gia Trung Quốc gốc Việt Lê Tắc đã thuật lại sự việc này trong sách An Nam chí lược rằng:
"Tháng 12, Chuyển vận sứ Quảng Tây Cao Huệ Liên dâng thơ nói Giao Châu vào cướp trại Như Hồng thuộc châu Khâm, bắt người và súc vật rất nhiều. Vua Tống Chân Tông xuống chiếu khiến Cao Huệ Liên tư điệp văn cho Giao Châu và sai sứ theo đòi lại. Nguyên trước đây có dân Mường là Trương Phố, lánh tội chạy đến đầu ngụ, quan cai trị Khâm Châu là Mục Trọng vời vào, đi đến nửa đường lại ngăn không cho vào. Đô Tuần Kiểm Tàng Tự bèn khiến trại Như Hồng khao đãi trâu rượu. Giao Châu dò biết được việc ấy, bèn nhân đuổi bắt dân Mường, đánh cướp luôn trại Như Hồng. Vua Tống Chân Tông xuống chiếu thư bảo các châu từ nay không được dụ vời quân man rợ và khao đãi yến tiệc, đến đỗi sinh sự."
Năm 1024, Lý Thái Tổ sai Thái tử Lý Phật Mã đem quân đánh châu Phong Luân, còn Khai Quốc vương thì đánh châu Đô Kim. Cùng năm đó, nhà vua tu sửa thành Thăng Long.
Năm 1028, Thái tử lại được lệnh đánh châu Thất Nguyên, Đông Chinh vương cũng đi đánh châu Văn.

### Tôn giáo

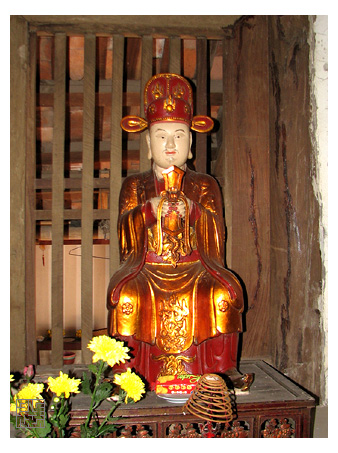
Tượng thờ vua Lý Thái Tổ ở chùa Kiến Sơ, Gia Lâm, Hà Nội.

Lý Thái Tổ xuất thân từ chùa chiền, sau khi lên ngôi rất hậu đãi giới tăng lữ. Vào năm 1010, sau khi đã dời đô từ Hoa Lư về Thăng Long, việc đầu tiên ông làm là liền xuất ra 2 vạn quan để làm chùa ở phủ Thiên Đức (tức Cổ Pháp).
Tháng 12 năm Canh Tuất (năm 1010 dương lịch), Lý Thái Tổ sai sứ sang nước Tống để thỉnh kinh điển Phật giáo. Tống Chân Tông chấp thuận, trao cho vua Lý kinh Địa Tạng cùng với chữ ngự bút do chính tay vua Tống viết.
Cùng năm, sau khi đã được xây dựng Hoàng thành, ông lại chùa ngự Hưng Thiên và tinh lâu Ngũ Phượng. Ngoài thành về phía nam dựng chùa Thắng Nghiêm.
Tháng 6 năm Mậu Ngọ (1018), Lý Thái Tổ lại sai viên ngoại lang Nguyễn Đạo Thanh và Phạm Hạc sang nước Đại Tống thỉnh Tam tạng kinh đem về để vào kho Đại Hưng.
Tháng 9 năm Giáp Tý (1024), Thái Tổ sai dựng chùa Chân Giáo trong nội đô Thăng Long, để hoàng đế lui tới nghe kinh pháp.
Về việc này, Lê Văn Hưu nhận xét: ...Lý Thái Tổ lên ngôi mới được 2 năm, tông miếu chưa dựng, đàn xã tắc chưa lập mà trước đã dựng tám chùa ở phủ Thiên Đức, lại trùng tu chùa quán ở các lộ và độ cho làm tăng hơn nghìn người ở Kinh sư, thế thì tiêu phí của cải sức lực vào việc thổ mộc không biết chừng nào mà kể.

## Qua đời
Theo Đại Việt sử lược, năm Mậu Thìn 1028 (tức năm Thuận Thiên thứ 19), sức khỏe Lý Thái Tổ đã không được tốt, thường xuyên đau yếu. Ngày 31 tháng 3 năm ấy, Thái Tổ băng hà ở điện Long An, ở ngôi 19 năm, hưởng dương 54 tuổi.
Khi Lý Thái Tổ vừa băng hà, việc tế táng lại chưa hoàn tất, thì ba vương gia Vũ Đức vương, Đông Chinh vương và Dực Thánh vương cùng quân sĩ vây hãm thành, nhằm mục đích cướp ngôi Thái tử Lý Phật Mã. Thái tử đem quân vào thành, quyết một trận với 3 vương.
Khi quân của Thái tử và quân các vương đối trận, thì Võ vệ tướng quân Lê Phụng Hiểu rút gươm ra chỉ vào Vũ Đức vương mà bảo rằng: "Các người dòm ngó ngôi cao, khi dễ tự quân, trên quên ơn tiên đế, dưới trái nghĩa tôi con, vậy Phụng Hiểu xin dâng nhát gươm này!". Nói xong chạy xông vào chém Vũ Đức vương ở trận tiền. Quân các vương trông thấy sợ nên bỏ chạy cả. Dực Thánh vương và Đông Chinh vương cũng phải chạy trốn, về sau xin ra hàng, được tha cả. Thái tử Lý Phật Mã lên nối ngôi, tức là Lý Thái Tông.
Lý Thái Tông kế vị, táng Lý Công Uẩn ở Thọ Lăng, phủ Thiên Đức, truy tôn miếu hiệu là Thái Tổ, thụy hiệu là Thần Vũ hoàng đế(Hoàng đế Thần Vũ )

## Gia đình
- Cha: Hiển Khánh vương.
- Mẹ: Minh Đức Thái hậu Phạm Thị Ngà.
- Anh em:

1. Dực Thánh vương, có sách ghi là con trai.

- Hậu phi: Thái Tổ lập 9 hoàng hậu, trong đó có một số người được sử ghi danh hiệu:[29]

1. Lập Giáo hoàng hậu: sử chép là vợ cả, theo dã sử tên húy là Lê Thị Phất Ngân, con của Lê Hoàn, là mẹ của Lý Thái Tông  Sau được Lý Thái Tông phong Linh Hiển Hoàng thái hậu.
2. Ái Vân phu nhân Chu thị
3. Tá Quốc Phu nhân
4. Lập Nguyên Phu nhân

Còn lại đều không rõ tên họ.
- Con cái: Ít nhất 7 hoàng tử, 13 công chúa.

1. Khai Thiên vương Lý Phật Mã, năm 1009 phong Hoàng thái tử. Mẹ là Linh Hiển Hoàng thái hậu.
2. Khai Quốc vương Lý Bồ, phong năm 1013, ở phủ Trường Yên.
3. Đông Chinh vương Lý Lực, phong năm 1018.
4. Vũ Đức vương, không rõ thân thế, theo quan điểm của Trần Trọng Kim là con Lý Thái Tổ.
5. Uy Minh hầu Lý Nhật Quang, còn có tên Lý Hoảng. Theo Việt điện u linh tập, mẹ là Linh Hiển Hoàng thái hậu.
6. Công chúa An Quốc, gả cho Đào Cam Mộc.
7. Lĩnh Nam Công chúa (Lý Bảo Hòa), gả cho Thân Thừa Quý

## Nhận định

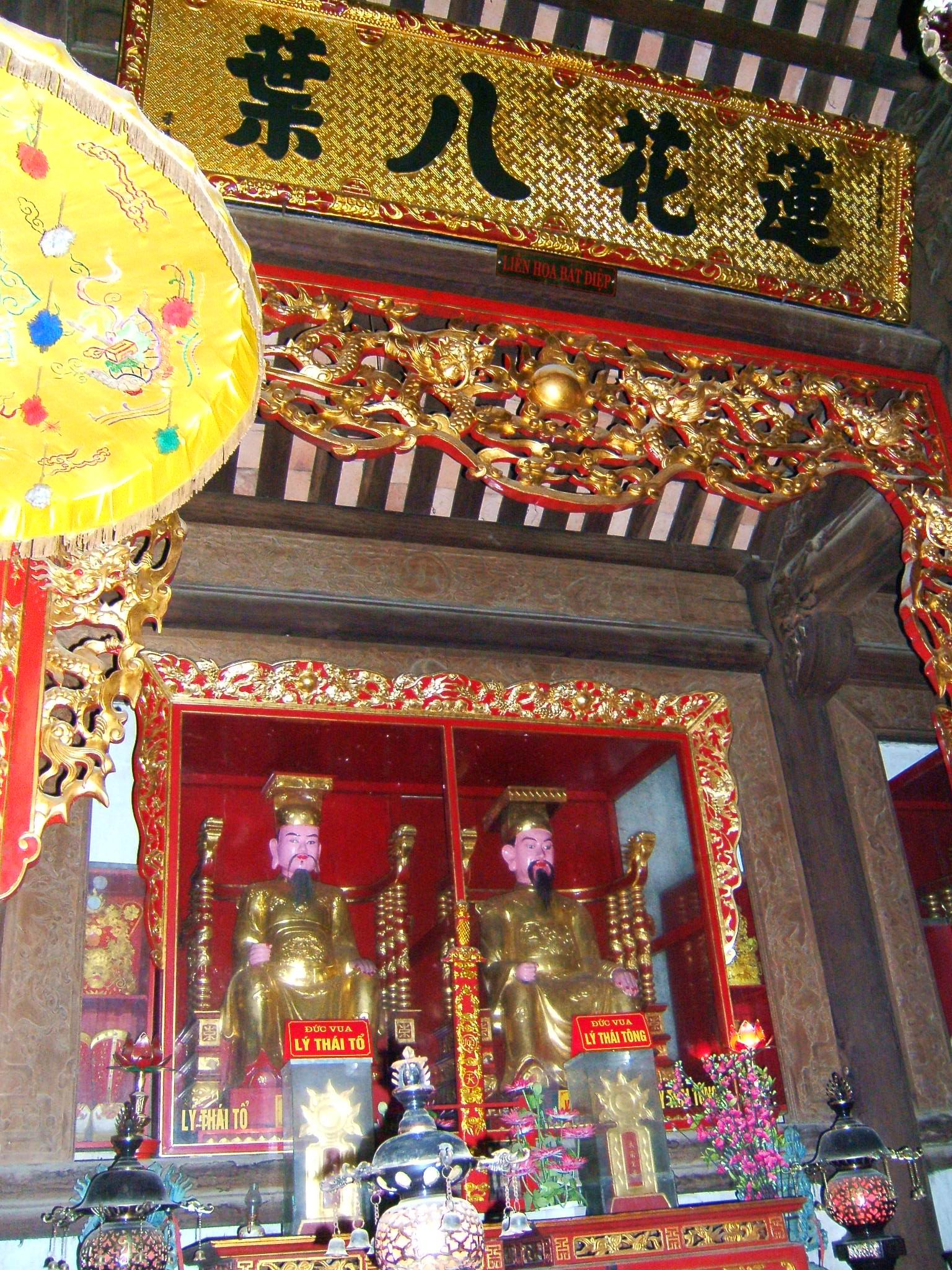
Tượng Lý Thái Tổ và Lý Thái Tông ở đền Lý Bát Đế.

Sử gia Lê Văn Hưu bình trong Đại Việt sử ký:
| “                                                          | Lý Thái Tổ lên ngôi mới được 2 năm, tông miếu chưa dựng, đàn xã tắc chưa lập mà trước đã dựng tám chùa ở phủ Thiên Đức, lại trùng tu chùa quán ở các lộ và độ cho làm tăng hơn nghìn người ở kinh sư, thế thì tiêu phí của cải sức lực vào việc thổ mộc không biết chừng nào mà kể. Của không phải là trời mưa xuống, sức không phải là thần làm thay, há chẳng phải là vét máu mỡ của dân ư? Vét máu mỡ của dân có thể gọi là làm việc phúc chăng? Bậc vua sáng nghiệp, tự mình cần kiệm, còn lo cho con cháu xa xỉ lười biếng, thế mà Thái Tổ để phép lại như thế, chả trách đời sau xây tháp cao ngất trời, dựng cột chùa đá, điện thờ Phật, lộng lẫy hơn cung vua. Rồi người dưới bắt chước, có kẻ hủy thân thể, đổi lối mặc, bỏ sản nghiệp, trốn thân thích, dân chúng quá nửa làm sư sãi, trong nước chỗ nào cũng chùa chiền, nguồn gốc há chẳng phải từ đấy? | ” |
| — Sách này không còn, dẫn lại theo Đại Việt sử ký toàn thư | |   |

| “                                                          | Có người hỏi: Lê Đại Hành với Lý Thái Tổ ai hơn? Thưa rằng: Kể về mặt trừ dẹp gian trong, đánh tan giặc ngoài, làm mạnh nước Việt ta, ra oai với người Tống thì Lý Thái Tổ không bằng Lê Đại Hành có công lao gian khổ hơn. Nhưng về mặt tỏ rõ ân uy, lòng người suy tôn, hưởng nước lâu dài, để phúc cho con cháu thì Lê Đại Hành không bằng Lý Thái Tổ lo tính lâu dài hơn. Thế thì Lý Thái Tổ hơn ư? Đáp: Hơn thì không biết, chỉ thấy đức của họ Lý dày hơn họ Lê, vì thế nên nói theo họ Lý. | ” |
| — Sách này không còn, dẫn lại theo Đại Việt sử ký toàn thư | |   |

Sử thần Ngô Sĩ Liên soạn bộ Đại Việt sử ký toàn thư bình rằng:
| “                         | Lý Thái Tổ dấy lên, trời mở điềm lành hiện ra ở vết cây sét đánh. Có đức tất có ngôi, bởi lòng người theo về, lại vừa sau lúc Ngọa Triều hoang dâm bạo ngược mà vua thì vốn có tiếng khoan nhân, trời thường tìm chủ cho dân, dân theo về người có đức, nếu bỏ vua thì còn biết theo ai! Xem việc vua nhận mệnh sâu sắc lặng lẽ, dời đô yên nước, lòng nhân thương dân, lòng thành cảm trời, cùng là đánh dẹp phản loạn, Nam Bắc thông hiếu, thiên hạ bình yên, truyền ngôi lâu đời, có thể thấy là có mưu lược của bậc đế vương. Duy có việc ham thích đạo Phật, đạo Lão là chỗ kém. | ” |
| — Đại Việt sử ký toàn thư | |   |

Sử thần Lê Tung, tác giả bài Đại Việt thông giám tổng luận thì nhận xét:
| “         | Lý Thái Tổ nhân Ngọa Triều thất đức, hiệp điềm tốt sét đánh thành chữ, ứng mệnh trời, thuận lòng người, thừa thời mở vận; có đại độ khoan nhân, có quy mô xa rộng, dời đô định vạc, kính trời yêu dân, tô ruộng có lệnh tha, phú dịch có mức độ. Bắc Nam thông hiếu, thiên hạ bình yên. Song thánh học chẳng nghe, nho phong chưa thịnh, tăng ni chiếm nửa dân gian, chùa chiền dựng đầy thiên hạ, không phải là đạo sáng nghiệp truyền dòng vậy. | ” |
| — Lê Tung | |   |

Khâm định Việt sử Thông giám cương mục nhận định:
| “                                        | Nhà Lý được nước, cũng không phải chính nghĩa cho lắm, nhưng đương buổi Lê Ngọa Triều, lòng người lìa tan, sinh dân vô chủ, không về với Công Uẩn còn biết theo ai? | ” |
| — Khâm định Việt sử Thông giám cương mục | |   |

Lời của sử thần chép trong sách Việt sử tiêu án:
| “                 | Vua Lý Thái Tổ sinh trưởng nhờ cửa Phật, Khánh Vân nuôi lớn, Vạn Hạnh dạy dỗ, thuyết nhân quả ăn sâu ở trong lòng, cho nên khi mới kiến quốc, đã sáng tạo nhiều chùa, cấp điện độ tăng chúng, muốn đưa cả thế giới vào nước Phật, bất luận hiền ngu muốn cho qui Phật, đến đời sau Nhà Lý mới khởi lên ngôi chùa cao sát mây, lập nên cột chùa bằng đá cao vót, lấy sự thờ Phật làm việc thường phải có của một nước (lập hơn 300 ngôi chùa, đúc quả chuông nặng đến một vạn hai nghìn cân đồng). Khi khánh thành chùa thì mở hội, xá các tội nhân; một nhà sư tự thiêu mà cũng tạ ơn Phật, bụt mọc ở chùa Pháp Vân mà lập nên chùa tự dối mình và dối đến người khác, trên dưới như điên như dại, khiến cho ảo thuật của sư Đại Điên dám hoành hành ở trong cung vua, tà thai của Nguyễn Bông đầu thai làm con thừa tự của nước; đến nỗi vua Huệ Tôn bỏ nước cho con gái nhỏ mà xuất gia đầu Phật; vì nhà sư mà hưng quốc, lại vì nhà sư mà mất nước, Phật cũng không đem chén nước công đức mà độ cho vua cho nước được, phải chăng tại vì vua Thái Tổ, cho nên đến nỗi thế? | ” |
| — Việt sử tiêu án | |   |

Theo K.W Taylor:
| “              | Lý Công Uẩn, một người được đỡ đầu bởi các thế lực tu viện rõ ràng đã chế ngự trung tâm văn hóa và hành chánh cổ xưa tại đồng bằng sông Hồng, phất lên từ Hoa Lư và trở thành vị chỉ huy thị vệ hoàng cung và, trong năm 1009, sau sự từ trần của người kế ngôi cũng là con trai thất nhân tâm của Lê Hoàn, đã được lập làm vua với sự đồng tình của mọi người. Lý Công Uẩn (được nhớ đến sau khi mất với miếu hiệu Lý Thái Tổ) đã từ bỏ Hoa Lư và đặt kinh đô của ông tại trung tâm hành chính cũ từ thời lệ thuộc nhà Đường (Hà Nội ngày nay), đặt lại tên là Thăng Long. | ” |
| — K. W. Taylor | |   |

## Các công trình gắn liền với tên tuổi của Lý Thái Tổ/Lý Công Uẩn
Lý Thái Tổ và các vị vua nhà Lý được thờ ở đền Đô, phường Đình Bảng, Thành phố Từ Sơn, tỉnh Bắc Ninh, nơi đây là quê hương của nhà Lý. Gần đền Đô là lăng mộ các hoàng đế nhà Lý nằm rải rác trên địa bàn phường Đình Bảng.
Có một ngôi đền thờ riêng vua Lý Thái Tổ, hoàng hậu Lê Thị Phất Ngân và Lý Thái Tông được xây dựng do Hà Nội kết hợp với Ninh Bình là Đền Vua Lý Thái Tổ tại khu di tích Cố đô Hoa Lư. Tại khu vực động Hoa Lư – quê hương của Thái hậu Dương Vân Nga và cũng là căn cứ ban đầu của Đinh Bộ Lĩnh có các di tích đình Ngọc Nhị, đình Viến thờ vua Đinh và Thái hậu cũng có bài vị phối thờ Hoàng hậu Lê Thị Phất Ngân và Lý Thái Tổ với giai thoại hai người từng về thăm viếng nơi này.
Nhiều địa phương lấy tên ông đặt cho các đường phố và trường học như: đường Lý Thái Tổ ở các thành phố: Bắc Ninh, Hà Nội, Huế, Hoa Lư, Thái Bình, Vĩnh Yên, Đà Nẵng, Long Xuyên, Thành phố Hồ Chí Minh, Quy Nhơn... hay đường Lý Công Uẩn ở các thành phố: Lào Cai, Cao Lãnh, Mỹ Tho, Móng Cái,...
Hà Nội và Bắc Ninh là 2 tượng đài đã được xây dựng để tưởng nhớ đến ông.
Năm 2004, một tượng đài Lý Thái Tổ được xây dựng tại trục đường Đinh Tiên Hoàng thuộc khu vực vườn hoa Chí Linh, Hồ Hoàn Kiếm, Hà Nội theo mẫu của nhà điêu khắc Vi Thị Hoa, bằng đồng (nặng 14 tấn, cao 3,3 m) thuộc dạng công trình chào mừng kỷ niệm 1.000 năm Thăng Long – Hà Nội. Bà Vi Thị Hoa cho biết là không có tài liệu vật thể nào về khuôn mặt, trang phục của Lý Thái Tổ và nói: "Chúng tôi sáng tác mang tính ước lệ".
Tháng 8 năm 2011, chiếc tàu hộ tống mang tên lửa lớp Gepard 3.9 (Project 11661E) thứ hai của Hải quân Nhân dân Việt Nam – HQ012 – được đặt tên Lý Thái Tổ.

## Trong văn hoá đại chúng
| Năm  | Tác phẩm                                | Diễn viên        |
| 2010 | Khát vọng Thăng Long                    | Quách Ngọc Ngoan |
| 2010 | Về đất Thăng Long                       | Lý Hùng          |
| 2010 | Huyền sử thiên đô                       | Công Dũng        |
| 2011 | Lý Công Uẩn: Đường tới thành Thăng Long | Phạm Tiến Lộc    |
| 2011 | Lý Công Uẩn: Đường tới thành Thăng Long | Lưu Tiến Đạt     |